# Etyka lekarska w średniowieczu

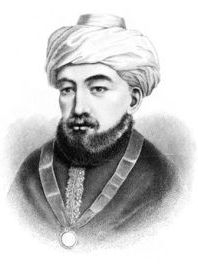
Mojżesz Majmonides, lekarz żydowskiego pochodzenia z XII wieku

Etyka lekarska średniowiecza – ogół ocen i norm moralnych określających zachowanie lekarzy w średniowieczu.
W wiekach średnich duży wpływa na stan medycyny wywierało chrześcijaństwo.

## Chrześcijańska Europa
We wczesnym średniowieczu w chrześcijańskiej Europie medycyna nie należała do najważniejszych spraw, którymi zajmowały się społeczeństwa. Leczenie opierano na przesłankach empirycznych. Pogardzano natomiast naukami pogańskimi. Wczesnośredniowieczne przyrzeczenie świętego Jakuba nakazuje choremu iść po radę do „najstarszych gminy”. Tym z kolei każe się modlić i namaścić pacjenta olejem w imię Boże. Tak więc pomoc Boga i jego opatrzność widziane były jako główne czynniki odpowiadające za poprawę zdrowia chorego. Jednakże zobowiązująca do niesienia pomocy idea miłosierdzia rozciągała się również na chorych: im też trzeba było pomóc. Działań takich nie uważano wcale za bezinteresowne, gdyż wierzono, że nagroda za nie spotka ofiarującego w niebie. Kierując się tym rozumowaniem, fundowano przytułki przy klasztorach bądź parafiach. Tak więc w tym okresie wskazówki moralne tyczące się postępowania względem chorego wynikały z norm religijnych.
Sytuacja zmieniała się z upływem czasu. Pojawiały się ośrodki medycyny, które nie były silnie związane z duchowieństwem Kościoła katolickiego. Powstały szkoły medyczne, z których za najstarszą uchodzi prezentująca wysoki poziom szkoła lekarska w Salerno. Jednak i tam chrześcijaństwo pełniło ważną rolę. Przedstawiciel szkoły w Salerno Archimattheus zalecał pacjentom spowiedź przed wizytą lekarską. Uważał bowiem, że spowiadanie się chorego po spotkaniu z medykiem mogłoby wprowadzić go w opinię o niekorzystnym rokowaniu. Archimattheus widział też potrzebę, by lekarz przez rozmową z samym chorym porozmawiał z jego otoczeniem, by nabyć o nim wiedzę, zaimponować mu i pozyskać w taki sposób jego zaufanie.
Rozwój ośrodka w Salerno wiąże się z powstawaniem aktów prawnych normujących działalność lekarską. Konieczność posiadania zezwolenia na prowadzenie takiej działalności pojawiło się w kodeksach sycylijskich w roku 1140. Wydał je władca Sycylii, król Roger II. Uznano w nich, że wszyscy lekarze Królestwa Sycylii muszą wykazać się zaliczeniem egzaminu. Gremium oceniające stanowili profesorowie z Salerno, reprezentujący władze Królestwa Sycylii. Dzieło to kontynuował cesarz Fryderyk II Hohenstauf. Nie tylko rozszerzył on ich zasięg, ale także uszczegółowił, wydając własne kodeksy w latach 1231-1241. Jednakże nie poszli za nim kontynuatorzy i prawo ustanawiające państwowe zezwolenie na praktykowanie medycyny nie przeniosło się na inne kraje. W połowie XIII wieku pojawiły się tylko lokalne dokumenty normujące tę kwestię. Brzeziński cytuje tutaj statuty Arles, umożliwiające praktykowanie medycyny dopiero po złożeniu egzaminu u lekarza albo chirurga (w średniowieczu to były różne zawody), który już prowadził swą działalność w tym mieście. Mówiły one także między innymi, że każdy lekarz musi „złożyć przysięgę, że starannie i troskliwie będą doglądać chorych”. Inny przepis mówił, by za leczenie żądali tylko tyle, na ile się umawiali. Co więcej, wedle tego statutu raz zawarta umowa o leczenie nakazywała kolejną wizytę u pacjenta, jeśli ten powtórnie zachoruje, zwłaszcza zaś dostanie gorączki, w przeciągu 15 dni. Przysięga lekarska pojawiła się też w przepisie prawnym z Marsylii. Obiecywali w niej oni leczyć „według najlepszego przekonania i bez oszustwa”, a także troskę, sumienność w dobrym wypełnianiu swej pracy, zarówno w odniesieniu do samego pacjenta, jak wydawania mu przygotowanych przez siebie leków. Przysięga zakazywała im też oszustwa i podstępu. Jej złożenia, jak i przestrzegania miała dopilnować Rada Miejska. Niezłożenie przysięgi skutkowało niemożnością wykonywania zawodu lekarza w Marsylii. Warunkiem dopuszczenia do złożenia tejże był egzamin zdawany przed komisją najlepszych marsylskich lekarzy.
W XIII wieku Wilhelm z Saliceto ze szkoły w Salerno ujął swe poglądy w dziele Summa conservationis et curationis. Wzywał w nim między innymi do starannego badania tętna i „robienia przy tym miny poważnej”, co miało imponować laików i wywoływać w nich pożądane zaufanie. Miało ono wynikać również z dokładnej anamnezy. Zachęca wręcz do przedstawiania otoczeniu rokowania jako niepomyślnego, by w razie niepowodzenia terapii nie obwiniano leczącego. Choremu natomiast autor nakazywał podawać dobre rokowanie. Z drugiej strony polecał on też medykom nie przejmować się opinią osób głupich i niewykształconych, nie radzi nawet tłumaczyć im przyczyny choroby. Uważa, że przypisanie lekarzowi poufałości z takimi ludźmi zaszkodziło by jego wizerunkowi, a dostrzeżenie przez postronnych różnic w poglądach pomiędzy lekarzami mogłoby niekorzystnie wpłynąć na zaufanie do nich. Wilhelm podaje też, jak powinien wyglądać lekarz, by wydawać się mądrym (milczący, zamyślony, spoglądający w ziemię). Brzeziński dostrzega w tym pewne misterium, wymagające oprawy.

## Świat arabski
Medycynę chrześcijan przewyższała w średniowieczu medycyna arabska. Jej przedstawicielem był Awicenna, żyjący na przełomie X i XI lekarz i wszechstronny uczony. Jego dzieła weszły w XII wieku do kanonu, na podstawie którego nauczano lekarzy na uniwersytetach. Medycyna świetnie rozwijała się w Kalifacie Kordoby, gdzie budowano szpitale. stanowiące nie tylko miejsca opieki nad chorymi, ale także uprawiania nauki.
W kulturze arabskiej żył również Majmonides, lekarz żydowski z XII wieku. Napisał on modlitwę, w której odżegnuje się od żądzy zysku, sławy, zaszczytów, prosi Boga o wzmocnienie swego serca, by mógł służyć bez różnicy ludziom biednym i bogatym, dobrym i złym, swym przyjaciołom, jak i nieprzyjaciołom. Zwraca też uwagę na ujrzenie w cierpiącym tylko człowieka. Prosi też o zaufanie chorych i aby słuchali oni jego zaleceń. Negatywnie odnosi się do „szarlatanów”, „radzących krewnych i przemądrych posługaczek”, uważając te osoby za straszne i uznając, że udaremniają dzieła Boga, sprowadzając śmierć. Prosi też o nieczułość na krytykę, łagodność i cierpliwość, gdyż obcuje z chorymi upartymi, skłonnymi do obrażania lekarza. Chce być „nienasycony w poznaniu”, ma świadomość swych braków w wiedzy i umiejętnościach.